# Act III
Act III — третий студийный альбом филиппино-американской трэш-метал-группы Death Angel, выпущенный на лейбле Geffen Records в апреле 1990 года.

## Об альбоме
Сохраняя некоторые элементы скорости и трэша своего дебютного альбома The Ultra-Violence (1987), группа продолжила эксперименты, начатые в Frolic Through the Park (1988), черпая элементы и влияния из различных музыкальных стилей, таких как фанк, фолк, прогрессив, традиционный хэви-метал, хард-рок и панк-рок. Продюсером этого диска стал Макс Норман, известный по работе с Оззи Осборном, Megadeth, Savatage, Fates Warning и Loudness. На песни «Seemingly Endless Time» и «A Room With a View» из этого альбома были сняты клипы.
Во время тура в поддержку Act III в 1991 году группа попала в аварию, в которой барабанщик Энди Галеон пострадал больше всех. Вокалист Марк Осегуеда покинул группу, заявив, что окончательно покончил с Death Angel. Но в 2001 году группа воссоединилась, когда все бывшие её участники приняли участие в благотворительном концерте Thrash of the Titans, сборы от которого пошли на лечение от рака фронтмена Testament Чака Билли.

## Список композиций
| №                   | Название                 | Текст песни         | Музыка                                   | Длительность |
| ------------------- | ------------------------ | ------------------- | ---------------------------------------- | ------------ |
| 1.                  | «Seemingly Endless Time» | Cavestany           | Cavestany                                | 3:49         |
| 2.                  | «Stop»                   | Cavestany, Osegueda | Cavestany                                | 5:10         |
| 3.                  | «Veil of Deception»      | Cavestany           | Cavestany                                | 2:35         |
| 4.                  | «The Organization»       | Galeon              | Galeon, Cavestany                        | 4:16         |
| 5.                  | «Discontinued»           | Galeon              | Cavestany, Galeon, Gus Pepa, Dennis Pepa | 5:50         |
| 6.                  | «A Room with a View»     | Cavestany           | Cavestany                                | 4:42         |
| 7.                  | «Stagnant»               | Cavestany           | Galeon, Cavestany                        | 5:33         |
| 8.                  | «EX-TC»                  | Osegueda            | Cavestany                                | 3:06         |
| 9.                  | «Disturbing the Peace»   | Cavestany           | Cavestany                                | 3:53         |
| 10.                 | «Falling Asleep»         | Cavestany           | Cavestany                                | 5:54         |
| Общая длительность: | Общая длительность:      | Общая длительность: | Общая длительность:                      | 44:54        |

## Участники записи
- Марк Осегуеда — вокал
- Роб Кавестани — гитара
- Гас Пепа — гитара
- Мартин Холфдан — бас-гитара
- Энди Галеон — ударные